# Rhynchagrotis faculoides
Rhynchagrotis faculoides är en fjärilsart som beskrevs av Embrik Strand 1921. Rhynchagrotis faculoides ingår i släktet Rhynchagrotis och familjen nattflyn. Inga underarter finns listade.